# Maurice Grimaud (homme politique)
Pour le haut-fonctionnaire et préfet de police, voir Maurice Grimaud. Pour les autres homonymes, voir Grimaud.
Maurice Grimaud, né le 8 août 1902 à Nantes (Loire-Inférieure, aujourd'hui Loire-Atlantique) et mort le 3 janvier 1977 dans cette même ville, est un avocat et homme politique français, député de Loire-Inférieure de 1951 à 1955.

## Biographie
Après des études de droit, il devient avocat en 1923 au barreau de Nantes puis en janvier 1930, avoué près du tribunal civil de Saint-Nazaire. Il se présente lors des législatives de 1936 dans la circonscription de Saint-Nazaire sous l'étiquette de Républicain de gauche mais est battu. Membre du  « Comité de la droite » qui fédère des notables de droite autour des royalistes, il est aussi en octobre 1938, membre du comité directeur de l'Alliance démocratique.
À la Libération, il est élu lors des municipales à Saint-Nazaire dont il devient adjoint au maire. Lors des législatives de 1951, il est en 4e position sur la liste départementale d'Entente d'union des Indépendants, des Paysans et des Républicains nationaux et du Rassemblement du peuple français menée par Olivier de Sesmaisons. Il est alors élu député de la Loire-Inférieure et siège alors à l'assemblée avec les Républicains indépendants. Après la dissolution de l'Assemblée nationale fin 1955, il est de nouveau en quatrième position sur la liste des Indépendants et Paysans toujours conduite par Olivier de Sesmaisons mais la liste n'obtient que trois élus lors des élections du 2 janvier 1956. Maurice Grimaud se présentera de nouveau, sans succès, aux législatives de 1958.